# Нурмучаш (Советский район)
 Нурмучаш  — деревня в Советском районе Республики Марий Эл. Входит в состав Вятского сельского поселения.

## Географическое положение
Находится в центральной части республики Марий Эл на расстоянии приблизительно 18 км по прямой на север-северо-восток от районного центра посёлка Советский.

## История
В 1920-х годах в деревне было 70 дворов, с 1970-х годов деревня попала в разряд неперспективных и не развивалась. В 1976 году здесь оставалось 16 хозяйств, в 1980 году — 11 хозяйств. В советское время работал колхоз «Красный восход».

## Население
Население составляло 1 человек (русские 100 %) в 2002 году, 2 в 2010.